# Агреман
Агреманът (от на френски: agrément – одобрение) е предварително съгласие на дадена държава да приеме определено лице като постоянен дипломатически представител на друга държава.
Изисква се само за главата на дипломатическата мисия (в съвременната практика – посланика) и по правило чрез Министерството на външните работи на приемащите страни за пребиваващите посланици и старшите сътрудници на дипломатическите мисии.
Агреманът е предписан от Виенската конвенция за дипломатически отношения.